# Pusiola brunneitincta
Pusiola brunneitincta är en fjärilsart som beskrevs av Sergius G. Kiriakoff 1954. Pusiola brunneitincta ingår i släktet Pusiola och familjen björnspinnare. Inga underarter finns listade.